# Bracon aureomaculatus
Bracon aureomaculatus är en stekelart som beskrevs av Wood 1874. Bracon aureomaculatus ingår i släktet Bracon och familjen bracksteklar. Inga underarter finns listade.